# Smârdan (Tulcea)
Smârdan è un comune della Romania di 1 108 abitanti, ubicato nel distretto di Tulcea, nella regione storica della Dobrugia.